# Konstanty Tyszkiewicz
Konstanty Tyszkiewicz (Lahoysk, 5 de fevereiro de 1806 — Minsk, 1868) foi um szlachta polonês, arqueólogo e etnógrafo.
Estudou a história do Grão-Ducado da Lituânia e Rutênia. Irmão de Eustachy Tyszkiewicz.